# Jużyneć
Jużyneć (ukr. Южинець) – wieś na Ukrainie, w obwodzie czerniowieckim, w rejonie czerniowieckim, nad rzeką Sowycia (ukr. Сови́ця), lewym dopływem Prutu. W 2001 roku liczyła 1128 mieszkańców.